# Avulsed
Avulsed est un groupe de metal extrême espagnol, originaire de Madrid. Il est formé en 1991 sous l’impulsion du chanteur Dave Rotten. En 1996, Avulsed publie son premier album studio, intitulé Eminence in Putrescence, au label Repulse Records, qui se caractérise par un son death metal brutal et mélodique. Avulsed publie son deuxième album studio, intitulé Stabwound Orgasm, en 1999 — enregistré aux Spacelab Studios et publié par Repulse Records — qui dépasse les ventes de son prédécesseurs. L'album sera réédité par WWIII Music en 2001. 
En janvier 2004, Avulsed signe avec le label slovaque Metal Age Productions pour la sortie de son quatrième album studio, Gorespattered Suicide qui est publié en 2005. Après trois ans de concerts et festivals, le groupe se consacre à son cinquième et nouvel album studio intitulé Nullo (The Pleasure of Self-mutilation). En septembre 2013 sort le sixième album d'Avulsed, intitulé Ritual Zombi. Le 1er novembre 2016, Avulsed publie un double-album intitulé Deathgeneration, via Xtreem Music, financé par dons d'auditeurs, qui comprend 18 chansons réenregistrées.

## Biographie

### Débuts etEminence in Putrescence(1991–1998)
En août 1991, après avoir fini son service militaire, Dave Rotten s’installe à Madrid, et décide de former un groupe avec quelques amis bien qu'aucun d'entre eux ne sachent vraiment jouer d’un instrument. Petit à petit, la formation se stabilise et les membres commencent à répéter. Le nom de Avulsed est définitivement choisi en février 1992, et le groupe sort sa première démo, Embalmed in Blood en octobre de la même année. En 1993, le groupe sort une deuxième démo Deformed Beyond Belief, et donne son premier concert. En 1994 le groupe joue avec Haemorrhage, un projet parallèle de Luisma.
Avulsed continue à donner des concerts en Espagne et sort enfin son premier EP, Carnivoracity, en mai 1995. Dès 1996, Avulsed commence à donner des concerts à l’international, et ceci permet à ses membres, en plus de la sortie d’autres albums, d’acquérir une importante réputation dans la scène death metal underground. Toujours en 1996, Avulsed publie son premier album studio, intitulé Eminence in Putrescence, au label Repulse Records, qui se caractérise par un son death metal brutal et mélodique. Deux ans plus tard, le groupe publie la compilation Cybergore en 1998, qui se caractérise par un son plus techno accompagné de voix et guitares typiques au death metal. En avril 1999, le groupe rassemble ses démos et des chansons inédites en une compilation intitulée Seven Years of Decay. 

### Stabwound OrgasmetYearning for the Grotesque(1999–2003)
Avulsed publie son deuxième album studio, intitulé Stabwound Orgasm, en 1999 — enregistré aux Spacelab Studios et publié par Repulse Records — qui dépasse les ventes de son prédécesseurs. L'album sera réédité par WWIII Music en 2001. Le groupe joue en tête d'affiche au festival Clash of the Helmets avec Solaris, The Awakening et Eternal Cry. La même année, le groupe entre de nouveau en studio avec le producteur Roberto Galán pour un EP intitulé Bloodcovered, comprenant uniquement des reprises, limité à 500 exemplaires, publié en mars. Sur l'EP, le groupe rend hommage à des chansons comme Immortal Rites de Morbid Angel, Embryonic Necropsy And Devourment de Carcass, Edible Autopsy de Cannibal Corpse et Magic Dragon de Sodom. Il comprend aussi une version live de la chanson Inner Self de Sepultura.
Le groupe tourne au festival Metal Meltdown dans le New Jersey, aux États-Unis, et au festival Steel Warriors Rebellion au Portugal. En août 2002, le groupe repart pour les Spacelab Studios pour enregistrer son troisième album studio, Yearning for the Grotesque, qui sera publié en février 2003 au label italien Avantgarde Music.

### Gorespattered Suicide(2004–2006)
En janvier 2004, Avulsed signe avec le label slovaque Metal Age Productions pour la sortie de son quatrième album studio. Le groupe entre aux VRS Studios à Madrid pour enregistrer Gorespattered Suicide en juillet 2004. L'album, qui comprend une reprise de la chanson Ace of Spades de Motörhead, est mixé par Erik Rutan du groupe Hate Eternal, ancien membre de Morbid Angel, aux Mana Recording Studios en Floride, aux États-Unis. L'année suivante, en 2005, Avulsed tourne en soutien à l'album dans une tournée simplement appelée Gorespattered qui les emmène au Japon, en Australie et en Nouvelle-Zélande en avril. Ils apparaissent ensuite au festival allemand Fuck the Commerce, au Deathfest à Londres, au Royaume-Uni, et à l'Obscene Extreme en République tchèque,.
Le groupe commence l'année 2006 avec la sortie de l'EP Reanimations au label Electric Chair Music. Il comprend les nouvelles chansons River Runs Red et Foetal Consolation, une reprise de la chanson issue de leur première démo, Unconscious Pleasure, et trois reprises des chansons I Wanna Be Somebody de Wasp, Mental Misery de Gorefest, et Piranha d'Exodus. Les bonus incluent des reprises des chansons d'Avulsed par cinq autres groupes espagnols que sont Terroristars, Kaothic, Witches' Sabbath, Byleth, et Abyfess ; et trois autres groupes que sont In Element (Argentine), Carnavage (Algérie), et Twisted Fate (Australie). En septembre 2007 sort leur DVD intitulé Reanimating Russia 2007 édité par Cotoye Records, qui comprend leur apparition à Moscou, en Russie, en mai 2007.

### Nullo (The Pleasure of Self-mutilation)(2007–2010)
En novembre 2007, le groupe est confirmé pour le Death Feast Open Air Confirm avec des groupes comme Cock and Ball Torture. En avril 2008, le batteur Ricky est emmené d'urgence à l'hôpital : « Hier soir, notre batteur Ricky a perdu conscience et est resté aux soins intensifs une fois à l'hôpital. Il aurait fait un léger accident vasculaire cérébral ou quelque chose comme ça. C'est une de ses veines qui a lâché et libéré un peu de sang, alors il doit se faire opérer pour qu'on lui retire le sang. »
Après trois ans de concerts et festivals — Mexique en 2006, Russie en 2006 et 2007, le Bringer of Death en Allemagne, le Neurotic Deathfest aux Pays-Bas, en Italie en 2007, au Kaltenbach Open Air en Australie et aux Mountains of Death en Suisse — le groupe se consacre à son cinquième et nouvel album studio intitulé Nullo (The Pleasure of Self-mutilation) enregistré à Madrid aux studios Room 101 entre octobre 2008 et mai 2009 avec Javier Fernández (The Heretic/Nexus 6) comme ingénieur-son et producteur. En janvier 2009, ils sont confirmés pour le festival Kanya du 7 février à Sant Climent. Le même mois, le groupe annonce sa participation au DeathTrashMaggedon Tour 2009. En septembre 2009, ils annoncent leurs dates de tournées européennes du 12 septembre au 12 décembre.

### Vingt ans etRitual Zombie(2011–2014)
En 2011, après cinq albums studio, trois démos et deux EPs, le groupe annonce une tournée spéciale 20e anniversaire. Ils annoncent notamment leur apparition au Maryland Deathfest (États-Unis), Way of Darkness (Allemagne), Killtown Deathfest (Danemark) et Altavoz (Colombie). En 2012, le groupe annonce la sortie d'un nouvel album. Cette même année, cependant, le groupe se sépare du batteur Riky. Celui-ci est remplacé par Osckar Bravo.
En septembre 2013 sort le sixième album d'Avulsed, intitulé Ritual Zombi. En janvier 2014, Avulsed annonce l'enregistrement d'une reprise de la chanson Suffer the Children de Napalm Death pour un album tribute à venir. Ils publient en juin 2014 une vidéo lyrique de la chanson Horrified By Repulsion, issue de Ritual Zombi. Après avoir réédité Carnivoracity chez Xtreem Music, spécialement pour leur vingtième anniversaire, Avulsed se sépare du batteur Osckar en juillet 2014. Après un changement de formation, Avulsed annonce sa séparation le 28 décembre, avant de se rétracter immédiatement deux jours après, le 30 décembre 2014. Il s'agissait en réalité d'un poisson d'avril, un événement que se fête le 28 décembre dans les pays sud-américains et en Espagne.

### Deathgeneration(depuis 2015)
En avril 2015, le groupe annonce l'enregistrement d'un nouvel EP. En septembre 2015, le groupe publie son nouvel EP, intitulé Altar of Disembowelment, via Xtreem Music au format CD. Repulsive Echo Records éditera le format vinyle le 28 septembre. Le 1er novembre 2016, Avulsed publie un double-album intitulé Deathgeneration, via Xtreem Music, financé par dons d'auditeurs, qui comprend 18 chansons réenregistrées. Les chansons commémorent la 25e année d'existence d'Avulsed.

## Style musical
Le style musical d’Avulsed est souvent catégorisé brutal death metal. Elle est assez rapide, les rythmes sont lourds et martelés et les passages mélodiques sont extrêmement rares. La marque distinctive de ce groupe est cependant la voix de Dave Rotten. Ce dernier a en effet développé une technique bien particulière lui permettant d’obtenir une voix beaucoup plus grave et rauque que la plupart des autres chanteurs de death metal. Les thèmes abordés dans les chansons sont quant à eux : la mort, le sexe ainsi que le cannibalisme, le tout étant exploité au second degré comme cela est majoritairement le cas dans le death metal.
Selon le magazine Maelstrom, le groupe est censé être goregrind comme en témoignent les titres Blessed by Gore, Skinless, et Sweet Lobotomy. Le webzine VS-Webzine considère Avulsed comme un groupe de « gore death metal ».

## Membres

### Membres actuels
- Dave Rotten (David Sanchez Gonzales) - chant (depuis 1991)[3]
- Cabra (José María De Miguel Orero) - guitare (depuis 1992)[3]
- Juancar (Juan Carlos Limón Calvo) - guitare (depuis 1994)[3]
- Tana (Antonio Carlos Rodríguez Espigares) - basse (depuis 1998)[3]
- Arjan van der Wijst - batterie (depuis 2015)[3]

### Anciens membres
- Javi « El Largo » - guitare (1991)[3]
- Antonio Pardo « Toni » - batterie (1992-1993)[3]
- Lucky - basse (1992-1996)[3]
- Luisma - guitare (1992-1994)[3]
- Iván - basse (1996-1998)[3]
- Furni (Raúl Fournier Díez) - batterie[3]
- Andy II - batterie (2000)
- Riky (Ricardo Mena) - batterie (2004-2012)[3]
- Osckar Bravo - batterie (2012-2014)[3]
- Erik Raya - batterie (2014-2015)[3]

## Discographie

### Albums studio
- 1996 : Eminence in Putrescence
- 1999 : Stabwound Orgasm
- 2003 : Yearning for the Grotesque
- 2005 : Gorespattered Suicide
- 2009 : Nullo (The Pleasure of Self-Mutilation)
- 2013 : Ritual Zombie
- 2016 : Deathgeneration (double-album)

### Démos et EPs
- 1992 : Embalmed in Blood
- 1993 : Deformed Beyond Relief (démo)
- 1993 : Live in Perfect Diformity (démo)
- 1995 : Carnivoracity (EP)
- 1995 : Promo' 95 (démo)
- 2001 : Bloodcovered (EP)
- 2006 : Reanimations (EP)
- 2015 : Altar of Disembowelment (EP)

### Splits et singles
- 1993 : Dead Flesh (split)
- 1993 : Mislead - Deformed Beyond Relief (split)
- 1993 : Carnivoracity (single)
- 1993 : Dead Flesh Compilation (split)

### Compilations
- 1998 : Cybergore
- 1999 : Seven Years of Decay

### DVD
- 2004 : Grotesque Live 2004
- 2007 : Reanimating Russia 2007